# ニールス・テンダー・ルンド
ニールス・テンダー・ルンド（Niels Tønder Lund、1749年10月30日 - 1809年1月12日）はデンマーク系ノルウェー人の役人、アマチュア博物学者である。
トロンハイムの聖職者の家に生まれた。14歳の時教育のために、コペンハーゲンに渡り、神学を学んでノルウェーに戻った。軍人Frantz Vilhelm Sehestedと知り合い、息子の家庭教師となった。教え子とともにキール大学で学び、卒業後はイギリスを旅した。
1778年に税関で働き始め、各地で役人として働いた。1809年に公務で船で移動中に船が難破し、アーレンダール沖で死亡した。
多くの雑誌にさまざまの分野の記事を執筆したが、特に博物学と経済の分野の著作で知られる。キール大学で教えを受けたヨハン・ファブリチウスに勧められて、1777年に執筆した"Om Maaden, hvorpaa Naturen retter Udarter"などの著書がある。デンマークの自然史協会の創立に貢献し、昆虫学の分野に貢献した。友人のセーエスデス（Ove Ramel Sehested）とデンマークの植民地などから集めた昆虫のコレクションを残し,。これはコペンハーゲン大学動物学博物館（Zoologisk Museum）の昆虫標本の基となった。